# Cabo Palmas
O Cabo Palmas é um cabo no extremo sudeste da Libéria, e o ponto mais meridional da chamada África Ocidental (se não se contar a Nigéria). Fica 21 km a oeste da fronteira Costa do Marfim-Libéria, e marca o extremo do Golfo da Guiné.
Quando aproximado por via marítima, há vários acidentes geográficos notáveis no cabo, como a ilah Russwurm, ligada à península por um quebra-mar.

## Origem do nome
Em 1458 o Infante D. Henrique enviou o capitão Diogo Gomes (1440-1482) numa viagem de exploração e comércio que o levou a descer a costa da África Ocidental até este cabo, onde deixa de ter uma direção para sul para passar a estar orientada para leste, começando o Golfo da Guiné. Gomes chamou ao cabo Cabo das Palmas, i.e. "Cabo das Palmas", mais tarde semi-anglicizado par Cabo Palmas.  O rio local foi chamado de Rio das Palmas, e depois mudou para Rio Hoffman.